# Liste der Wappen in Sines
Die Liste der Wappen in Sines zeigt die Wappen der Freguesias des portugiesischen Kreises Sines.

## Município de Sines

Sines
Lage von Sines in Portugal

## Wappen der Freguesias

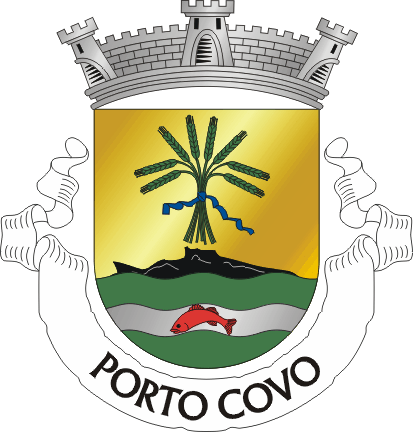
Freguesia Porto Covo
Freguesia Sines